# Volker Westhagemann
Volker Westhagemann (* 9. März 1964 in Rheda) ist ein ehemaliger deutscher Sprinter.
Er wurde 1984 Deutscher Juniorenmeister über 100 Meter und 1985 über 200 Meter. Im Erwachsenenbereich gewann er im selben Jahr die Deutsche Meisterschaft mit der Wattenscheider 4-mal-100-Meter-Staffel. 1987 wurde er Dritter über 200 Meter und 1991 Dritter über 200 Meter.
International startete er bei den Europameisterschaften 1986 in Stuttgart, wo er über 200 Meter im Halbfinale ausschied. 1987 erreichte er bei den Weltmeisterschaften in Rom über 200 Meter das Viertelfinale und belegte mit der bundesdeutschen Mannschaft in der 4-mal-100-Meter-Staffel den fünften Platz.
Volker Westhagemann startete für die Turnerschaft Germersheim, die MTG Mannheim, den TV Wattenscheid 01 und die LG Olympia Dortmund.

## Persönliche Bestzeiten
- 100 m: 10,37 s, 5. Juni 1987, Waldstadion Aachen
- 200 m: 20,66 s, 13. August 1987, Koblenz